# Paris Filmes
A Paris Filmes é uma distribuidora de filmes e um estúdio cinematográfico brasileiro. Foi fundada em 1960 pelo imigrante romeno Sandi Adamiu, inicialmente distribuindo os filmes do estúdio francês Pathé. No balanço anual de 2013, ultrapassou o market share (quota de mercado) das internacionais Disney, Fox e Sony Pictures.

## História

### Anos 1960-1990
A distribuidora foi criada no Brasil em 1960 por Sandi Adamiu, e começou exibindo produções da Pathé no Cine Marrocos. Nos anos 1980, criou uma joint-venture com o Grupo Severiano Ribeiro. Ainda na década de 1980, o Grupo Paris Filmes adquiriu a América Vídeo, e se especializou em filmes de ação.

### Anos 2000-2010
Nos anos 2000 e 2010, lançou no Brasil três séries de filmes de grande orçamento: A Saga Crepúsculo, Jogos Vorazes e Divergente.  O último filme da Saga Crepúsculo foi o segundo filme mais visto no país em 2012, com 9,5 milhões de ingressos vendidos. No mesmo ano, a distribuidora teve uma das sete maiores bilheterias do Brasil, após formar o consórcio Downtown/Paris/RioFilme.
2011
Em 2011 a Paris Filmes iniciou um acordo com a Downtown Filmes, e até abril de 2016, dos 230 filmes lançados pela Paris Filmes, 156 foram em parceria com a Downtown.
2013
Em 2013 os filmes da distribuidora alcançaram a marca de 20 milhões de ingressos vendidos, com dois deles estando entre os dez mais rentáveis do ano, e ultrapassou o Market share de três distribuidoras internacionais: Disney, Fox e Sony Pictures. No mesmo ano, foi a distribuidora com mais filmes indicados ao Prêmios Independent Spirit, com treze indicações.
2014
Em 2014 foi uma das distribuidoras de cinema apoiadoras do Festival Varilux de Cinema Francês.
Para o lançamento de The Hunger Games: Mockingjay - Part 1 (bra:Jogos Vorazes: A Esperança – Parte 1) em 2014, foi feita a maior campanha de marketing da distribuidora, e foi registrado um recorde de venda de ingressos e na ocupação de número de salas dos cinemas do país, ocupando 1.336 de um total aproximado de 2.800 disponíveis. Tal fato gerou debates, com Manoel Rangel, da Agência Nacional de Cinema chamando de “predatória” a ocupação de quase 50% das salas com um filme. Devido ao caso, a ANCINE elaborou um termo para limitar lançamentos de tais proporções. Em resposta, Marcio Fraccaroli, o então presidente da Paris Filmes, concordou com a proposta.
2016
Em 2016 foi a distribuidora do Brasil mais destacada no Critics' Choice Awards, com os prêmios recebidos por La La Land (bra:La La Land: Cantando Estações). No mesmo ano, junto com Downtown Filmes, foi a responsável por distribuir 80% dos filmes brasileiros, com mais de 32 milhões de ingressos vendidos.
2017
A partir de 2017, a Paris Filmes passou a fazer parte do consórcio Globalgate Entertainment, junto com a Lionsgate dos EUA, a VideoCine/Televisa do México, Belga de Benelux, Gaumont da França, Kadokawa do Japão, Lotte da Coreia, Nordisk Film da Escandinávia, TME da Turquia e Tobis da Alemanha. A Globalgate é creditada nos anúncios de filmes internacionais da Paris Filmes como IDC (International Distribution Company), seu logo é possivelmente encontrados nos filmes.
Ainda em 2017, a produtora Black Maria, de Afosno Poyart, se une a Paris Filmes e passa a se chamar Black Filmes. Elis, filme distribuído pela Paris Filmes e Downtown Filmes foi o que mais teve indicações ao Grande Prêmio do Cinema Brasileiro 2017.

### Anos 2020-presente
Em maio de 2021, anunciou lançamento no Brasil do Cining, um serviço que permite redes de cinema criarem salas de cinema de virtual. Foi criado por Carlos Hansen, presidente e CEO da distribuidora de cinema chilena BF Distribution. No mês seguinte, a Paris Filmes lançou Midsommar em edição limitada e definitiva em Blu-ray em parceria com a Versátil Home Vídeo. Inicialmente, foi autorizada uma tiragem de mil cópias, depois foram adicionadas mais 500 cópias ao estoque. Devido ao contrato, as edições foram vendidas oficialmente somente na loja virtual da Versátil Home Vídeo.
Em maio de 2022, anunciou o lançamento de 61 filmes brasileiros que serão lançados no país de julho de 2022 a dezembro de 2025.

Em 2023 e 2024, a Paris Filmes distribuiu no Brasil Os Três Mosqueteiros : D'Artagnan (2023), Os Três Mosqueteiros: Milady (2024) e O Conde de Monte Cristo (2024), três filmes produzidos pela Pathé, renovando assim os laços com o estúdio francês que em muito contribuiu para o lançamento da Paris Filmes na década de 1960.

## Divisão
Paris Entretenimento
Em 2014, a Paris Filmes fundou uma divisão de produção para seus filmes, a Paris Entretenimento. Em abril 2019 anunciou um acordo com a Simba Content para investir na produção de filmes. Em fevereiro de 2021 foi anunciada uma divisão da Paris Entretenimento, a Business Affairs, destinada para negócios e branded content.
Paris Cultural
Em 2019 lançou a Paris Cultural, sua produtora de arte cênicas.
Paris Pós
A Paris Pós é a divisão de pós-produção da Paris Filmes com sedes em São Paulo e no Rio de Janeiro.

## Ações sociais e divulgação dos filmes

Versão anterior do logo da Paris Filmes

Em 2013, no ano de lançamento de Prisoners (bra:Os Supeitos), divulgou junto com a ferramenta MeuFilhoSumiu.com nas redes sociais ideias com base na então cartilha proposta pelo Centro Nacional de Crianças Desaparecidas.
Em 2017, após iniciar uma parceria com a prefeitura de Ilha Bela, São Paulo, apresentou sessões de cinemas gratuitas para os moradores locais e turistas. A ação aconteceu também em 2018 e 2019. Ainda em 2017, ano de lançamento de Wonder (bra: Extraordinário) nos cinemas do Brasil, a Paris Filmes e a Kinoplex anunciaram a doação de parte do valor da bilheteria para ajudar nas cirurgias de crianças com deformidades faciais, a ação foi feita junto com a Operação Sorriso, e em parceria com a Secretaria da Educação do Estado de São Paulo e as Secretarias Municipais de Educação de Porto Alegre, Curitiba, Rio de Janeiro e Belo Horizonte, o filme foi exibido para mil e quinhentos alunos e professores de escolas públicas na Cinemark, também foi realizada uma sessão junto com o Cine Roxy. E com o portal Exibidor foi enviado um boletim incentivando o mercado a praticar a gentileza.
Em 2018, para o lançamento de I Can Only Imagine (bra:Eu Só Posso Imaginar) foram promovidas sessões junto com Ministério de Direitos Humanos do Brasil. Em 2019, no lançamento do longa Five Feet Apart (bra:A Cinco Passos de Você) foram vendidas camisetas estilizadas para apoiar o Instituto Unidos Pela Vida. No mesmo ano, junto com a Kinoplex, a Paris Filmes doou parte da renda de Turma da Mônica: Laços para a Ong Ampara Animal. Em novembro de 2020, foi anunciado o movimento #JuntosPeloCinema para fortalecer o setor que tinha começado a reabrir com protocolos de segurança devido a pandemia de Covid-19.

## Prêmio
Prêmio ED
- 2013: placa comemorativa por ter vendido 15 milhões de ingressos no ano junto com a Downtown Filmes (venceu)
- 2013: Campanha de Lançamento em 200 ou mais Salas com The Twilight Saga: Breaking Dawn – Part 2 (venceu)[43]

Prêmio ShowEast
- 2016: Distribuidor Internacional do Ano para Marcio Fraccaroli, presidente da Paris Filmes (venceu)[44]